# Ieva Zasimauskaitė
Ieva Zasimauskaitė (ur. 2 lipca 1993 w Kownie) – litewska piosenkarka. Reprezentantka Litwy w 63. Konkursie Piosenki Eurowizji (2018).

## Życiorys

### Wczesne lata
W latach 2012–2015 studiowała na kierunku „zarządzanie hotelami” w Międzynarodowej Szkole Prawa i Biznesu w Wilnie. W 2014, w ramach programu Erasmus, wyjechała na jeden semestr do Barcelony.

### Kariera
W wieku siedmiu lat zaczęła uczęszczać na zajęcia wokalne do szkoły muzycznej w Zielonej Górze. W trakcie nauki w szkole podjęła współpracę z dziecięcym zespołem wokalnym Linksmasis do, uczyła się też gry na fortepianie. Po ukończeniu nauki w szkole muzycznej wzięła udział w programie TV 3 Chorų karai, będącym litewską wersją formatu Clash of the Choirs. Została członkinią chóru z Kowna, której prowadzącym był Raigardas Tautkus, z którym ostatecznie wygrała finał programu.
W 2012 uczestniczyła w programie Lietuvos balsas, będącym litewską wersją formatu The Voice, w którym dotarła do superfinału. Po udziale w talent show wydała swój debiutancki singiel „Pasiilgau”, a także zaczęła grać solowe koncerty m.in. podczas przyjęć, wesel czy imprez firmowych. W 2013 zakwalifikowała się do stawki konkursowej litewskich eliminacji do 58. Konkursu Piosenki Eurowizji, do których zgłosiła się z piosenką „I Fall in Love”, nagraną w duecie z Gabrieliusem Vagelisem. Para pomyślnie przeszła do finału, w którym zajęła piąte miejsce.
W 2014 solowo zgłosiła się do wieloetapowych eliminacji do 59. Konkursu Piosenki Eurowizji. Odpadła po ośmiu odcinkach, zajmując szóste miejsce. W 2016 z piosenką „Life (Not That Beautiful)” zajęła czwarte miejsce w finale selekcji do 61. Konkursu Piosenki Eurowizji. Rok później zakwalifikowała się do stawki konkursowej eliminacji z dwoma utworami: „You Saved Me” oraz „I Love My Phone”, nagranym w duecie z Vidasem Bareikisem, ale z żadną z piosenek nie dotarła do finału. W 2018 z piosenką „When We’re Old” pomyślnie przeszła przez wszystkie etapy eurowizyjnych eliminacji i dotarła do finału, w którym zajęła pierwsze miejsce po zdobyciu 22 punktów (12 od telewidzów i 10 od jury), zostając reprezentantką Litwy w 63. Konkursie Piosenki Eurowizji w Lizbonie. 8 maja wystąpiła jako szósta w kolejności w pierwszym półfinale konkursu i z dziewiątego miejsca zakwalifikowała się do finału, który został rozegrany 12 maja. Wystąpiła w nim z czwartym numerem startowym i zajęła 12. miejsce po zdobyciu 181 punktów w tym 91 punktów od telewidzów (10. miejsce) i 90 pkt od jurorów (11. miejsce). W 2022 roku podjęła nieudaną próbę reprezentowania Litwy w 66. Konkursie Eurowizji z piosenką „I'll be there”, kiedy to zajęła w finale litewskich preselekcji 7. miejsce.